# دسته تیغه‌های آذرین

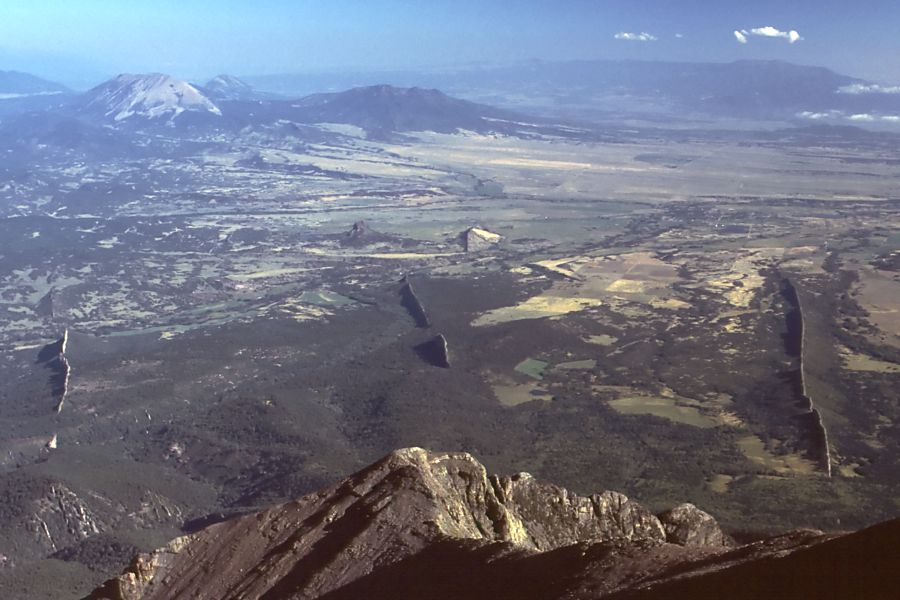
تیغه‌های آذرین منشعب از اسپنیش پیک غربی، کلرادو، ایالات متحده

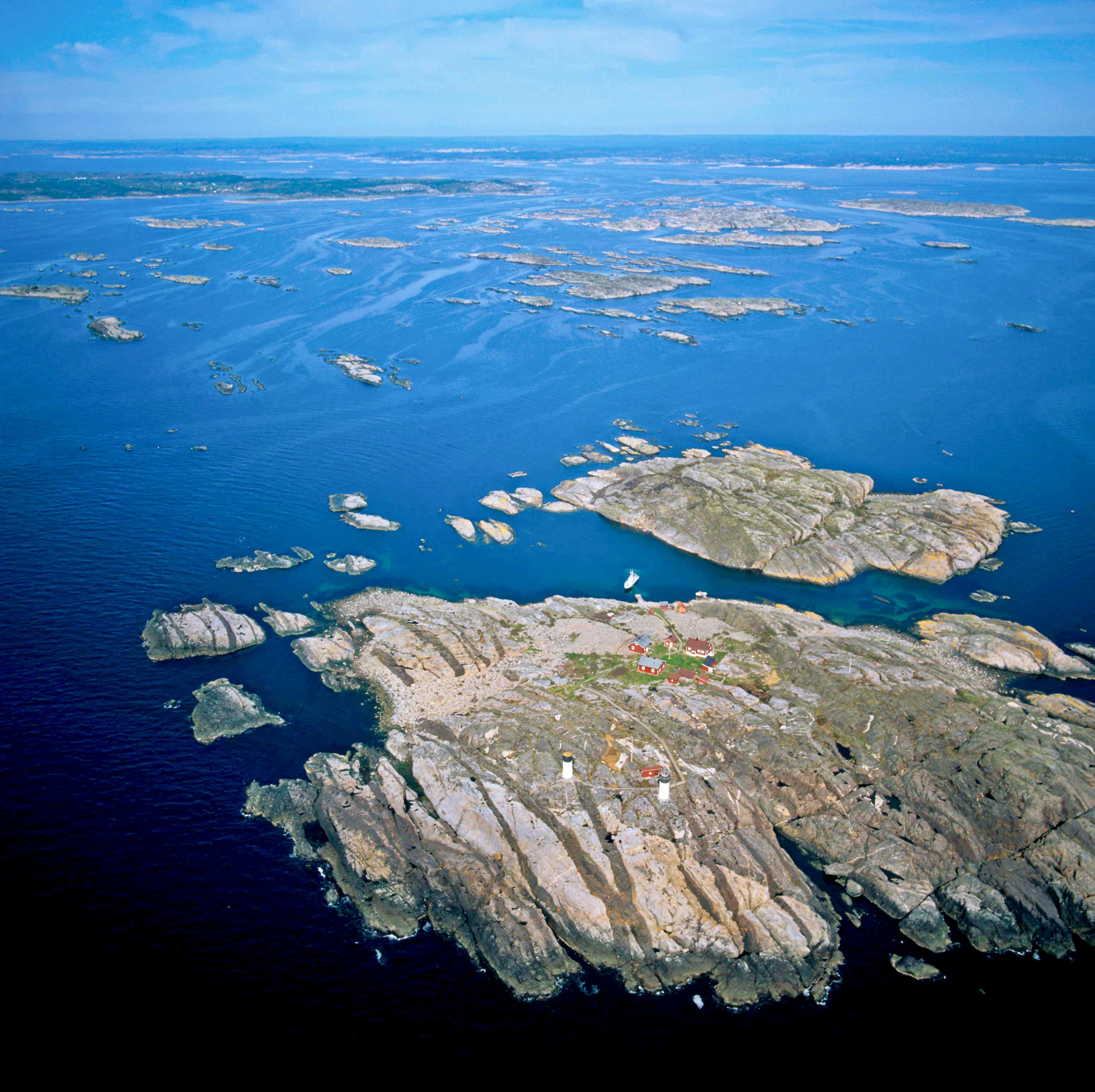
نمایی از دسته تیغه‌های آذرین کتسوند-کوستر در جزایر کوستر، غرب سوئد

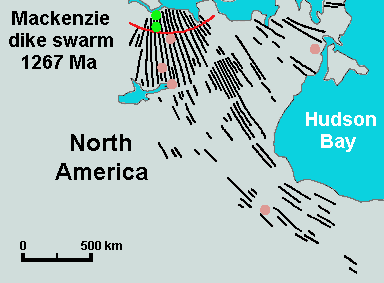
نقشه‌ای از دسته تیغه‌های آذرین مک‌کنزی در کانادا

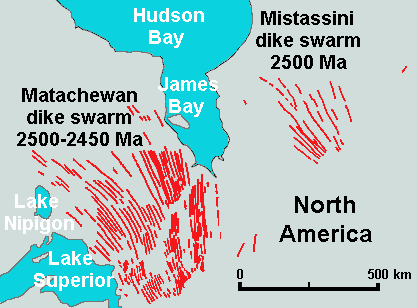
نقشه‌ای از دسته تیغه‌های آذرین ماتاچوان و میستاسینی در کانادا

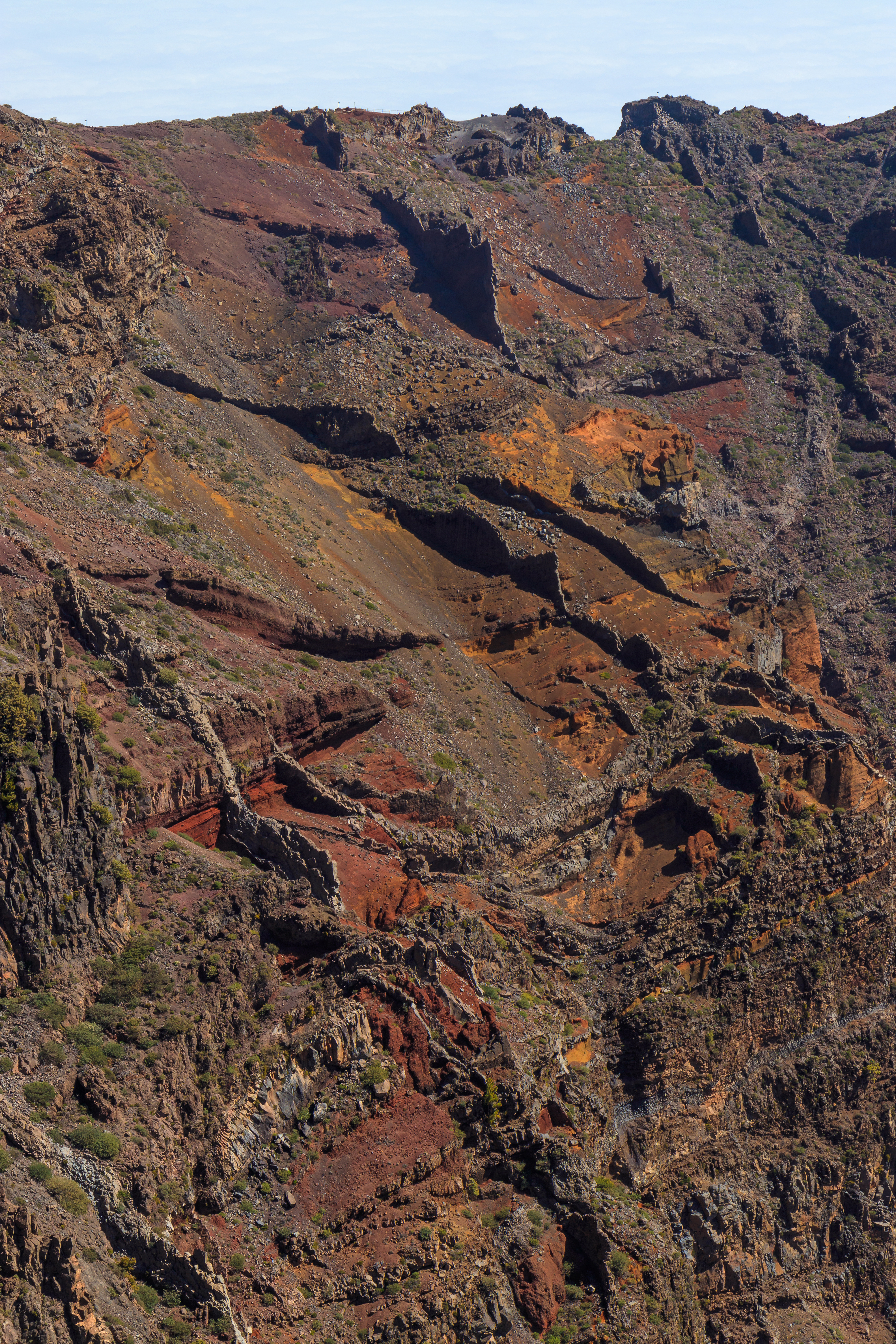
دسته تیغه‌های آذرین کالدرا د تابوریینته، لا پالما (جزیره)، اسپانیا

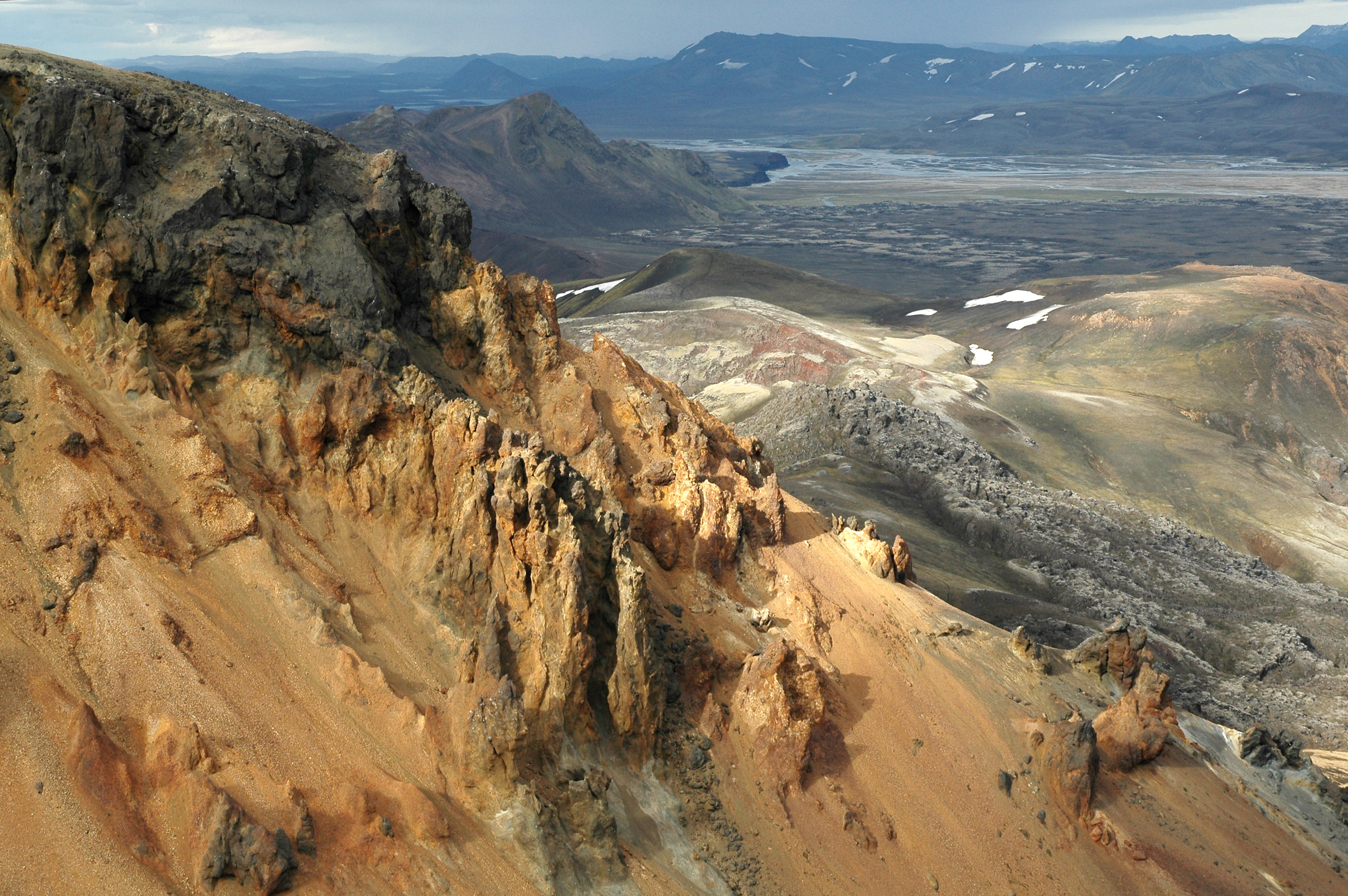
دسته تیغه‌های آذرین به شدت دگرگون‌شده در تورفایوکول کاسه آتشفشانی، نزدیک لندمانالاگار، ایسلند

دستهٔ تیغه‌های آذرین (انگلیسی: Dike swarm) یک ساختار بزرگ زمین‌شناسی است که شامل گروهی عمده از آذرین‌تیغه‌های ماگمایی می‌شود که به‌صورت موازی، خطی یا شعاعی درون پوسته قاره‌ای یا آتشفشان‌های مرکزی در مناطق کافت زمین‌شناختی نفوذ کرده‌اند. نمونه‌هایی از این ساختار در ایسلند و در نزدیکی آتشفشان‌های بزرگ دیگر (آتشفشان چینه‌ای، کاسه آتشفشانی، آتشفشان سپری و سایر سامانه‌های شکافی) در سراسر جهان یافت می‌شود. این دسته‌ها از چندین تا صدها تیغه آذرین تشکیل شده‌اند که تقریباً هم‌زمان در طی یک رویداد نفوذی واحد تشکیل شده‌اند. آن‌ها دارای ماهیت ماگمایی و چینه‌شناسی هستند و ممکن است یک استان بزرگ آذرین را شکل دهند.
وجود دسته‌های تیغه‌های آذرین مافیک در مناطق نخست‌زیستی و پیشین‌زیستی دیرینه اغلب به عنوان شواهدی از فعالیت ستون گوشته‌ای مرتبط با دماهای بالقوه غیرعادی بالای گوشته سیاره‌ای مطرح می‌شود.
دسته‌های تیغه‌های آذرین ممکن است تا ۴۰۰ کیلومتر (۲۵۰ مایل) در عرض و طول گسترش یابند. بزرگ‌ترین دسته تیغه‌های آذرین شناخته‌شده بر روی زمین، دسته تیغه‌های آذرین مک‌کنزی در نیمه غربی سپر کانادا در کانادا است که بیش از ۵۰۰ کیلومتر (۳۱۰ مایل) عرض و ۳٬۰۰۰ کیلومتر (۱٬۹۰۰ مایل) طول دارد.
حدود ۲۵ دسته تیغه‌های آذرین غول‌پیکر بر روی زمین شناخته شده‌اند. هندسه اولیه بیشتر این دسته‌های غول‌پیکر به دلیل سن بالا و فعالیت‌های بعدی زمین‌ساختی به خوبی مشخص نیست.
دسته‌های تیغه‌های آذرین همچنین در زهره و مریخ شناسایی شده‌اند.
دسته‌های سنگ رسوبی آذرین‌تیغه آواری نیز بر روی زمین وجود دارند، مانند نمونه‌هایی در شیلی.

## نمونه‌ها

### آفریقا
- دسته تیغه‌های آذرین کیپ پنینسولا (آفریقای جنوبی)
- دسته تیغه‌های آذرین اوکاوانگو (بوتسوانا)
- تیغه‌های آذرین دولریتی در توده قیرا (چاد، مرکز آفریقا)[۶]

### جنوبگان
- دسته تیغه‌های آذرین وستفولد هیلز (جنوبگان شرقی)

### آسیا
- دسته تیغه‌های آذرین شمال چین (کراتون شمال چین، چین)
- دسته تیغه‌های آذرین سایان (روسیه)
- دسته تیغه‌های آذرین شیروتوری-هیکتا (شمال‌شرق شیکوکو، ژاپن)

### استرالیا
- دسته تیغه‌های آذرین گاردنر (جنوب استرالیا)
- دسته تیغه‌های آذرین ماندین ول (استرالیای غربی)
- دسته تیغه‌های آذرین وودز پوینت (ویکتوریا، استرالیا)

### اروپا
- دسته تیغه‌های آذرین دریای بارنتز
- دسته تیغه‌های آذرین اگرسوند (جنوب‌غرب نروژ)
- دسته تیغه‌های آذرین کتسوند-کوستر (جنوب‌شرق نروژ، سواحل غربی سوئد)
- دسته تیغه‌های آذرین کیلدونان (جزیره آران، اسکاتلند)
- دسته تیغه‌های آذرین کیروف (روسیه)
- دسته تیغه‌های آذرین مول و اسکای، اسکاتلند
- دسته تیغه‌های آذرین اورانو (الب (جزیره), ایتالیا)
- دسته تیغه‌های آذرین ساتاکونتا، فنلاند
- دسته تیغه‌های آذرین سیدا-برگیسهوئبل (زاکسن، آلمان)
- دسته تیغه‌های آذرین اسکوری (شمال‌غرب اسکاتلند)
- دسته تیغه‌های آذرین اورال، روسیه[۷]

### آمریکای شمالی

#### کانادا
- دسته تیغه‌های آذرین بلا بلا و گیل پاساژ (مرکز ساحل بریتیش کلمبیا)
- دسته تیغه‌های آذرین فرانکلین (شمال کانادا)
- دسته تیغه‌های آذرین گرنویل (انتاریو و استان کبک)
- دسته تیغه‌های آذرین مک‌کنزی (قلمروهای شمال غربی، نوناووت، ساسکاچوان، منیتوبا و انتاریو)
- دسته تیغه‌های آذرین ماراتن (شمال‌غرب انتاریو)
- دسته تیغه‌های آذرین ماتاچوان (شرق انتاریو)
- دسته تیغه‌های آذرین میستاسینی (غرب کبک)
- دسته تیغه‌های آذرین سادبری (شمال‌شرق انتاریو)
- تیغه‌های آذرین لانگ رِینج (نیوفاندلند و لابرادور)

#### گرینلند
- دسته تیغه‌های آذرین کانگامیوت (غرب گرینلند)

#### ایالات متحده
- دسته تیغه‌های آذرین چیف جوزف (گروه بازالت رودخانه کلمبیا، جنوب‌شرق واشینگتن (ایالت), شمال‌شرق اورگن)
- دسته تیغه‌های آذرین کندی (جنوب‌شرق وایومینگ)
- دسته تیغه‌های آذرین شعاعی مگدالنا (مرکز نیومکزیکو)
- دسته تیغه‌های آذرین سن رافائل سوِل (یوتا)
- دسته تیغه‌های آذرین اسپنیش پیکس، جنوب کلرادو[۸]
- دسته تیغه‌های آذرین وورم اسپرینگز ماونتین (نوادا)
- دسته تیغه‌های آذرین ایندیپندنس (جنوب‌شرق کالیفرنیا)[۹]

### آمریکای جنوبی
- دسته تیغه‌های آذرین مرتبط با پارانای اتندکا ترپ
  - دسته تیغه‌های آذرین کوآرو، اروگوئه
  - دسته تیغه‌های آذرین شرق پاراگوئه[۱۰]
- دسته تیغه‌های آذرین اوکروس، پرو
- دسته تیغه‌های آذرین اروگوئه
  - دسته تیغه‌های آذرین فلوریدا
  - دسته تیغه‌های آذرین نیکو پرز
  - دسته تیغه‌های آذرین ترینتا یی ترس
- دسته تیغه‌های آذرین تاندیل و آزول (استان بوئنوس آیرس، آرژانتین)
- دسته تیغه‌های آذرین ریو سیارا-میرم